# Buick Centurion
Der Buick Centurion war ein sportlicher PKW der oberen Mittelklasse, den der General Motors Konzern unter der Automobilmarke Buick von 1971 bis 1973 als Nachfolger des Buick Wildcat herstellte. Der Name Centurion leitet sich aus dem von 1937 bis 1958 gebauten Buick Century ab. In den USA wird das Fahrzeug auf Grund der Gesamtlänge und des Radstandes zu den Full-Size Cars gezählt. Die gehobene Ausstattung und die Marktposition der Marke Buick lässt den Centurion in Europa zur oberen Mittelklasse zählen.

## GM-Konzeptfahrzeug
Der Name Centurion tauchte erstmals bei einem Konzeptfahrzeug auf, das 1956 auf der Motorama ausgestellt wurde. Es hatte eine rot-weiße Karosserie aus glasfaserverstärktem Kunststoff, ein flugzeugähnliches Inneres und eine komplett durchsichtige Glaskuppel als Dach.

## Centurion (1971–1973)
Optisch entsprach der Centurion fast seinem Schwestermodell LeSabre, hatte aber andere Embleme und einen anderen Kühlergrill, nur wenig Chromschmuck und keine Lüftungsöffnungen an den Seiten der vorderen Kotflügel, wie sie bei den großen Buick üblich waren. Es gab eine viertürige Hardtop-Limousine, ein zweitüriges Hardtop-Coupé und ein zweitüriges Cabriolet. Limousinen mit B-Säulen gab es nicht.
Der Centurion wurde anfangs mit Big-Block-V8 mit 7456 cm3 Hubraum in zwei Leistungsstufen – je nachdem, ob mit einem Einfach- oder Doppelauspuff verbunden – angeboten. 1973 gab es einen V8-Motor mit 5735 cm3 als Basismotorisierung, wobei der 7,5 Liter-V8 in beiden Leistungsstufen auf Wunsch eingebaut wurde. 
Der 1971er-Centurion entwickelte 315 brutto SAE-PS (etwa 232 kW) bei 4400 min−1 und 450 ft.lbs. (610 Nm) Drehmoment bei 2800 min−1. Ab 1972 wurden nur noch netto SAE-PS angegeben. 1972 und 1973 wurde die Leistungsausbeute mit 225 PS (165 kW) bei 4000 min−1 und das Drehmoment mit 360 ft.lbs. (490 Nm) bei 2600 min−1 angegeben. Der 5,7 Liter-V8 leistete 195 PS (129 kW) bei 4000 min−1 und hatte ein Drehmoment von 290 ft.lbs. (390 Nm) bei 2800 min−1. 1973 stellte der Centurion eine Unterserie des Buick LeSabre dar.
Insgesamt wurden 110.539 Centurion hergestellt, wovon 10.296 Stück Cabriolets waren. Mit nur drei Jahren hatte der Centurion mit die kürzeste Produktionszeit in der modernen Buick-Geschichte. Ab 1974 wurde er vom LeSabre Luxus ersetzt, da sich das Marktinteresse von großen, sportlichen Autos abwandte.

## Quelle
- John Gunnell (Herausgeber): Standard Catalog of American Cars 1946–1975. Krause Publications Inc., Iola 2002, ISBN 0-87349-461-X.